# Мальчик, который ходил задом наперёд
«Мальчик, который ходил задом наперёд» (дат. Drengen der gik baglæns) — короткометражная драма 1994 года Томаса Винтерберга, в которой он выступил режиссёром и соавтором сценария.

## О фильме
Фильм рассказывает историю о мальчике, который после смерти брата желает обрести способность поворачивать время вспять. Сценарий писался очень долго — около года, но съёмки длились всего 3 недели. По словам Томаса Винтерберга, в этом фильме две главные линии: о неврозе навязчивых состояний, о том, что ни в коем случае нельзя наступать на линию; а вторая — о потере брата.
В этом, одном из первых своих фильмов, Винтерберг обратился к важным для себя темам — кинематографическому наследию своей страны, особенно социально заострённым фильмам 1970-х годов, принципу семейственности, размышлениям о смерти. Фильм завоевал несколько призов, в том числе Приз публики на Международном кинофестивале короткометражных фильмов в Клемон-Ферране (1994), был назван лучшим на Международном кинофестивале короткометражных фильмов в Торонто (1995), а также получил Приз зрительских симпатий на фестивале Nordic Panorama в Исландии (1994).

## В ролях
- Хольгер Торуп
- Руне Вебер
- Мишель Бьерн-Андерсен
- Кристиан Яйль
- Биргер Бом
- Мартин Бригманн
- Томас Кристенсен